# 망향천리
"망향천리"는 1967년 공개된 대한민국의 영화이다.

## 배역
- 신영균
- 김지미
- 문희
- 이순재
- 허장강
- 최남현
- 양훈